# Helinho
Hélio Júnio Nunes de Castro dit Helinho, né le 25 avril 2000 à Sertãozinho au Brésil, est un footballeur brésilien qui évolue au poste d'ailier droit au Deportivo Toluca.

## Biographie

### São Paulo
Natif de Sertãozinho dans l'État de São Paulo au Brésil, Helinho rejoint en 2012 le São Paulo FC, l'un des plus grands clubs du pays. En septembre 2018 il est intégré à l'équipe première avec ses coéquipiers Igor Gomes et Antony. Le 3 mai 2018, il prolonge son contrat avec son club formateur jusqu'en 2023. Le 4 novembre de la même année, Helinho fait sa première apparition en professionnel, lors d'un match de championnat face à Flamengo. Entré en jeu, il inscrit également son premier but avec l'équipe première ce jour-là, seulement cinq minutes après être entré sur le terrain, et les deux équipes se séparent sur un match nul (2-2).

### RB Bragantino
Le 12 novembre 2020 est annoncé le prêt pour un an de Helinho au RB Bragantino. Il joue son premier match sous ses nouvelles couleurs le 17 novembre 2020, lors d'une rencontre de championnat contre le Botafogo FR. Il entre en jeu ce jour-là et son équipe l'emporte par deux buts à un.
En décembre 2021, le RB Bragantino lève l'option d'achat et recrute donc Helinho définitivement. Le transfert est effectif à partir de janvier 2022.

### En équipe nationale
Helinho est un membre de l'équipe du Brésil des moins de 17 ans de 2015 à 2017. Avec cette sélection, il participe à la Coupe du monde des moins de 17 ans en 2017, qui se déroule en Inde. Il joue trois matchs durant ce tournoi, dont la demi-finale perdue par le Brésil face à l'Angleterre le 25  octobre (1-3).

## Statistiques
| Saison                | Club                  | Championnat           | Championnat | Championnat | Championnat | Coupe(s) nationale(s) | Coupe(s) nationale(s) | Coupe(s) nationale(s) | Compétition(s) continentale(s) | Compétition(s) continentale(s) | Compétition(s) continentale(s) | Compétition(s) continentale(s) | Ligue régionale | Ligue régionale | Ligue régionale | Total | Total | Total |
| Saison                | Club                  | Division              | M.          | B.          | P.d.        | M.                    | B.                    | P.d.                  | Comp.                          | M.                             | B.                             | P.d.                           | M.              | B.              | P.d.            | M.    | B.    | P.d.  |
| 2018                  | São Paulo FC          | Série A               | 5           | 1           | 0           | -                     | -                     | -                     | -                              | -                              | -                              | -                              | -               | -               | -               | 5     | 1     | 0     |
| 2019                  | São Paulo FC          | Série A               | 8           | 0           | 0           | 1                     | 0                     | 0                     | CL                             | 1                              | 0                              | 0                              | 10              | 0               | 0               | 20    | 0     | 0     |
| 2020                  | São Paulo FC          | Série A               | 3           | 0           | 0           | -                     | -                     | -                     | CL+CS                          | 2+0                            | 0+0                            | 0+0                            | 5               | 1               | 0               | 10    | 1     | 0     |
| Sous-total            | Sous-total            | Sous-total            | 16          | 1           | 0           | 1                     | 0                     | 0                     | -                              | 3                              | 0                              | 0                              | 15              | 1               | 0               | 35    | 2     | 0     |
| 2020                  | RB Bragantino (prêt)  | Série A               | 10          | 3           | 2           | -                     | -                     | -                     | -                              | -                              | -                              | -                              | -               | -               | -               | 10    | 3     | 2     |
| 2021                  | RB Bragantino (prêt)  | Série A               | 33          | 5           | 4           | 4                     | 0                     | 0                     | CS                             | 10                             | 1                              | 1                              | 8               | 2               | 1               | 55    | 8     | 6     |
| 2022                  | RB Bragantino         | Série A               | 31          | 4           | 1           | 2                     | 0                     | 1                     | CL                             | 6                              | 0                              | 1                              | 9               | 2               | 1               | 48    | 6     | 4     |
| Sous-total            | Sous-total            | Sous-total            | 74          | 12          | 7           | 6                     | 0                     | 1                     | -                              | 16                             | 1                              | 2                              | 17              | 4               | 2               | 113   | 17    | 12    |
| Total sur la carrière | Total sur la carrière | Total sur la carrière | 90          | 13          | 7           | 7                     | 0                     | 1                     | -                              | 19                             | 1                              | 2                              | 32              | 5               | 2               | 148   | 19    | 12    |